# Кесада, Мануэль
Мануэль де Кесада-и-Лойнас (14 апреля 1830 или 29 марта 1833, Пуэрто-Принсипи, Камагуэй, Испанская Куба — 30 января 1884 или сентябрь 1886, Сан-Хосе, Коста-Рика) — мексиканский и кубинский военный деятель.
Родился в богатой кубинской семье. Был членом тайного Общества освобождения Пуэрто-Принсипи, деятельность которого была направлена на достижение Кубой независимости от Испании. В июле 1851 года, когда глава общества, Хоакин Агуэро, был арестован и затем убит испанцами, Кесада перешёл на нелегальное положение и 31 июля 1855 года на шхуне сумел бежать сначала в США (в Нью-Йорк), затем в конце того же года — в Мексику. В Мексике он поступил на военную службу, дослужился до генерал-майора и военного губернатора Дуранго, участвовал в сопротивлении французской интервенции в страну в начале 1860-х годов, возглавляя, в частности, мексиканские войска в сражении под Веракрусом. В 1867 году покинул Мексику и отправился в Нью-Йорк, а оттуда в 1868 году — на Кубу.
1 сентября 1868 года он обсуждал с Наполеоном Аранго планы антииспанского восстания в Камагуэе, впоследствии ненадолго вернулся в Нью-Йорк и затем организовывал нелегальную доставку на Кубу оружия и боеприпасов из Нассау для будущего восстания. Впоследствии стал одним из главных кубинских военачальников в Десятилетней войне: уже 1 января 1869 года возглавил камагуэйские силы, а 11 апреля того же года был назначен главнокомандующим Освободительной армией. Однако к концу года между ним и гражданскими властями повстанцев возникли серьёзные разногласия, вследствие чего 17 декабря Кесада был вынужден подать в отставку и эмигрировать в США. С 1870 по 1873 годы, тем не менее, он был фактическим агентом кубинских повстанцев по доставке оружия, пока отправленный им очередной корабль не был арестован британцами около Ямайки во время третьего рейса на Кубу (два первых были успешными); несмотря на то, что контрабандное оружие кубинцы успели выбросить за борт, британцы расстреляли большинство членов команды, в том числе 18-летнего сына Кесады.
Позже Кесада эмигрировал в Коста-Рику, где первоначально включился в организацию работ по строительству железной дороги. Умер в коста-риканской столице в полной нищете.